# Pristomerus pallidus
Pristomerus pallidus là một loài tò vò trong họ Ichneumonidae.